# 임현수 (목사)
임현수(Hyeon Soo Lim, 1955년 2월 16일~)는 캐나다의 목사이다.
그는 조선민주주의인민공화국에서 구호 활동을 벌이던 중 , 2015년 2월에 그는 실종되었고, 이후 조선민주주의인민공화국에서 그를 체포했다는 소식이 전해졌다.
2017년 8월, 캐나다 국제정부 대표단을 평양에 파견됐고, 그는 2017년 8월 9일 구금에서 풀려났고으며, 2017년 8월 12일 캐나다에 도착했다.

## 같이 보기
- 케네스 배